# Willingshain
Willingshain ist ein Ortsteil der Gemeinde Kirchheim im osthessischen Landkreis Hersfeld-Rotenburg.

## Geografische Lage
Der Ort liegt am Eisenberg nordwestlich von Kirchheim und ist von Wald umgeben. Unweit von Willingshain befindet sich das Naturdenkmal Opferstein.

## Geschichte

### Ortsgeschichte
Die älteste bekannte schriftliche Erwähnung von Willingshain erfolgte unter dem Namen Wylandishayn im Jahr 1366.
Weitere Erwähnungen erfolgten unter den Ortsnamen: Willantshain und zum heutigen Willingshain. Das Dorf ist nach Frielingen eingepfarrt. Die evangelische Saalkirche wurde 1722 erbaut, das Backhaus in der Mitte des Dorfes im Jahre 1886.
Im Zuge der Gebietsreform in Hessen wurde die bis dahin selbständige Gemeinde Willingshain zum 1. August 1972 kraft Landesgesetz in die Gemeinde Kirchheim eingegliedert. Für Willingshain, wie für alle bei der Gebietsreform nach Kirchheim eingegliederten Gemeinden sowie für die Kerngemeinde, wurden Ortsbezirke mit Ortsbeirat und Ortsvorsteher nach der Hessischen Gemeindeordnung gebildet.

### Verwaltungsgeschichte im Überblick
Die folgende Liste zeigt die Staaten und Verwaltungseinheiten, denen Willingshain angehört(e):
- 1348: Heiliges Römisches Reich, Reichsabtei Hersfeld, Amt Niederaula
- ab 1378: Heiliges Römisches Reich, Landgrafschaft Hessen (1402–1458 Abtei Hersfeld), Amt Niederaula
- ab 1648: Heiliges Römisches Reich, Landgrafschaft Hessen-Kassel, Fürstentum Hersfeld, Amt Niederaula
- ab 1806: Landgrafschaft Hessen-Kassel, Fürstentum Hersfeld, Amt Niederaula
- 1807–1813: Königreich Westphalen, Departement der Werra, Distrikt Hersfeld, Kanton Obergeis
- ab 1815: Kurfürstentum Hessen, Fürstentum Hersfeld, Amt Niederaula[8]
- ab 1821/22: Kurfürstentum Hessen, Provinz Fulda, Kreis Hersfeld[9][Anm. 2]
- ab 1848: Kurfürstentum Hessen, Bezirk Hersfeld
- ab 1851: Kurfürstentum Hessen, Provinz Fulda, Kreis Hersfeld
- ab 1867: Königreich Preußen, Provinz Hessen-Nassau, Regierungsbezirk Kassel, Landkreis Fulda
- ab 1871: Deutsches Reich, Königreich Preußen, Provinz Hessen-Nassau, Regierungsbezirk Kassel, Kreis Hersfeld
- ab 1918: Deutsches Reich, Freistaat Preußen, Provinz Hessen-Nassau, Regierungsbezirk Kassel, Kreis Hersfeld
- ab 1944: Deutsches Reich, Freistaat Preußen, Provinz Kurhessen, Landkreis Hersfeld
- ab 1945: Deutsches Reich, Amerikanische Besatzungszone, Groß-Hessen, Regierungsbezirk Kassel, Landkreis Hersfeld
- ab 1946: Deutsches Reich, Amerikanische Besatzungszone, Hessen, Regierungsbezirk Kassel, Landkreis Hersfeld
- ab 1949: Bundesrepublik Deutschland, Hessen, Regierungsbezirk Kassel, Landkreis Hersfeld
- ab 1972: Bundesrepublik Deutschland, Hessen, Regierungsbezirk Kassel, Landkreis Hersfeld-Rotenburg, Gemeinde Kirchheim

## Bevölkerung

### Einwohnerstruktur 2011
Nach den Erhebungen des Zensus 2011 lebten am Stichtag, dem 9. Mai 2011, in Willingshain 225 Einwohner. Darunter waren 3 (1,3 %) Ausländer.
Nach dem Lebensalter waren 36 Einwohner unter 18 Jahren, 81 zwischen 18 und 49, 57 zwischen 50 und 64 und 51 Einwohner waren älter. Die Einwohner lebten in 90 Haushalten. Davon waren 18 Singlehaushalte, 30 Paare ohne Kinder und 33 Paare mit Kindern, sowie 6 Alleinerziehende und keine Wohngemeinschaften. In 18 Haushalten lebten ausschließlich Senioren und in 54 Haushaltungen lebten keine Senioren.

### Einwohnerentwicklung
| Willingshain: Einwohnerzahlen von 1834 bis 2015 | Willingshain: Einwohnerzahlen von 1834 bis 2015 | Willingshain: Einwohnerzahlen von 1834 bis 2015 | Willingshain: Einwohnerzahlen von 1834 bis 2015 | Willingshain: Einwohnerzahlen von 1834 bis 2015 |
| --- | ----------------------------------------------- | ----------------------------------------------- | ----------------------------------------------- | ----------------------------------------------- |
| Jahr |                                                 |                                                 |                                                 | Einwohner                                       |
| 1834 | 1834                                            |                                                 | 329                                             | 329                                             |
| 1840 | 1840                                            |                                                 | 361                                             | 361                                             |
| 1846 | 1846                                            |                                                 | 358                                             | 358                                             |
| 1852 | 1852                                            |                                                 | 353                                             | 353                                             |
| 1858 | 1858                                            |                                                 | 335                                             | 335                                             |
| 1864 | 1864                                            |                                                 | 347                                             | 347                                             |
| 1871 | 1871                                            |                                                 | 273                                             | 273                                             |
| 1875 | 1875                                            |                                                 | 268                                             | 268                                             |
| 1885 | 1885                                            |                                                 | 259                                             | 259                                             |
| 1895 | 1895                                            |                                                 | 242                                             | 242                                             |
| 1905 | 1905                                            |                                                 | 249                                             | 249                                             |
| 1910 | 1910                                            |                                                 | 268                                             | 268                                             |
| 1925 | 1925                                            |                                                 | 273                                             | 273                                             |
| 1939 | 1939                                            |                                                 | 249                                             | 249                                             |
| 1946 | 1946                                            |                                                 | 376                                             | 376                                             |
| 1950 | 1950                                            |                                                 | 353                                             | 353                                             |
| 1956 | 1956                                            |                                                 | 396                                             | 396                                             |
| 1961 | 1961                                            |                                                 | 276                                             | 276                                             |
| 1967 | 1967                                            |                                                 | 243                                             | 243                                             |
| 1970 | 1970                                            |                                                 | 244                                             | 244                                             |
| 1980 | 1980                                            |                                                 | ?                                               | ?                                               |
| 1990 | 1990                                            |                                                 | ?                                               | ?                                               |
| 2000 | 2000                                            |                                                 | ?                                               | ?                                               |
| 2006 | 2006                                            |                                                 | 251                                             | 251                                             |
| 2010 | 2010                                            |                                                 | 226                                             | 226                                             |
| 2011 | 2011                                            |                                                 | 225                                             | 225                                             |
| 2015 | 2015                                            |                                                 | 221                                             | 221                                             |
| Datenquelle: Historisches Gemeindeverzeichnis für Hessen: Die Bevölkerung der Gemeinden 1834 bis 1967. Wiesbaden: Hessisches Statistisches Landesamt, 1968. Weitere Quellen: LAGIS; Zensus 2011 Ab 2004 Daten jeweils zum Stichtag 31. Dezember des jeweiligen Jahres ohne Nebenwohnsitze |                                                 |                                                 |                                                 |                                                 |

### Historische Religionszugehörigkeit
| • 1885: | 259 evangelische (= 100 %) Einwohner                               |
| • 1961: | 213 evangelische (= 77,17 %), 36 katholische (= 13,04 %) Einwohner |

## Politik
Für den Ortsteil Willingshain besteht ein Ortsbezirk (Gebiete der ehemaligen Gemeinde Willingshain) mit Ortsbeirat und Ortsvorsteher nach der Hessischen Gemeindeordnung. Der Ortsbeirat besteht aus sieben Mitgliedern. Nach den Kommunalwahlen in Hessen 2021 gesteht der Ortsbeirat aus sieben fraktionslosen Mitgliedern. Diese wählten Ralph Schäfer zum Ortsvorsteher.

## Sehenswürdigkeiten
Für die unter Denkmalschutz stehenden Kulturdenkmale des Ortes siehe die Liste der Kulturdenkmäler in Willingshain.

## Infrastruktur
- Auf seinem Weg von Bad Hersfeld nach Kirchheim fährt der Bürgerbus montags bis freitags durch den Ort. Hier verkehrt auch das Anrufsammeltaxi.
- Der Ort hat ein Dorfgemeinschaftshaus.